# モニク・アレクサンダー
モニク・アレクサンダー（1982年5月26日 - ）は、アメリカ合衆国のポルノ女優である。カリフォルニア州ヴァレーホ出身。

## 経歴
カリフォルニア州ヴァレーホで生まれた。彼女は、高校生の時は内気な女の子だったが、複数の男性とセックスしていたと公言している。
2000年、18歳のときサクラメントでストリップダンサーとして働き始める。そして2001年には、アダルト雑誌に、続いてポルノビデオにも出演する。さらに単体、X-ratedのレズ物、HBOやCinemaxのソフト系にも出演している。そして彼女は単体やレズ物で人気を得る。
2004年、ヴィヴィッド・エンターテインメントと契約する。当初は、レズ物しか出演していなかったが、2005年には『Lexie and Monique Love Rocco』でのロッコ・シフレディとの共演を含む、男優とのセックスシーンを行なうようになる。以来、男優との共演を楽しんでいると言っている。

## 人物
彼女は小さいタトゥーが3つあり、右足に昔に入れた星のタトゥーが、そして最近入れたかなり大きいハローキティのタトゥーが首の後ろと左腹部にある。また耳にピアスをしており、体にも2つのピアスをしている。さらにアダルト業界に入ってからはほとんど臍にピアスをしている。つい最近、右の鼻にもピアスするようになった。

## 出演
- エステ・ド・ロワイヤル2（2003年）